# تپه باشی (گرمی)
تپه باشی یک منطقهٔ مسکونی در ایران است که در استان اردبیل واقع شده‌است. براساس سرشماری مرکز آمار ایران در سال ۱۳۹۵، تپه باشی ۱۱۰ نفر جمعیت دارد.